# Введенская церковь (Илимск)
Церковь Введения во Храм Пресвятой Богородицы (кратко Введенская церковь) — утраченный православный храм в селе Илимск Иркутской области, уникальный памятник архитектуры русского деревянного зодчества.
Постановлением Иркутского губернского исполкома (1925) и постановлением Совета министров РСФСР (1948), церкви присвоен статус памятника архитектуры русского деревянного зодчества, находилась под охраной государства.

## Описание храма
Точная дата строительства церкви не установлена. Клировые ведомости относят её основание (1696), но на карнизе имелась мало разборчивая надпись, свидетельствующая о построении церкви (1673): «лета 7181 (1673) построена сия церковь».
Это был клетская церковь длиною 9 сажен и 2 аршина, шириной 4 сажени и 2,5 аршина. Стены были сложены из массивных брёвен с рубкой углов с остатком. Необычное устройство алтаря и церкви в одном объёме, сложенном едиными венцами, в то время, как в 1660-е годы архиепископ Сибирский и Тобольский Симеон строго предписал, что алтари у церквей должны быть только прирубленными, «а не в одной стопе с храмом». Высокий четвериковый сруб церкви имел с западной стороны более низкий прируб трапезной. Оба объёма были перекрыты пологими двускатными кровлями. Над кровлей церкви возвышался малый четверик, завершённый бочкой, с коньком по линии оси север-юг и двумя одинаковыми главками. Двуглавие церкви означало наличие двух пределов: один в честь Введения во Храм Пресвятой Богородицы, второй — в честь Святителя и Чудотворца Николая. Главки их стройные круглые шейки были покрыты лемехом. С северной и западной сторон трапезной размещалась крытая галерея. В небольшие окна церкви были вставлены слюдяные оконницы. Также имелись волоковые окна, которые задвигались изнутри выдвижной доской.
Сохранилось описание интерьеров церкви. Храм отделялся от трапезной капитальной стеной с дверью и крупными проёмами по её сторонам. Первоначально Введенская церковь отапливалась по-чёрному. Печь размещалась под полом, во время топки дым шёл в трапезную, наглухо закрытую в это время от храма. В верхней части стены было прорублено окно, через которую дым выходил наружу. После топки печь «куталась», открывались двери и специальные проёмы между трапезной и храмом — таким образом нагревалась вся церковь. К концу XIX века чёрная печь была заменена обычной русской печью.
Иконостас обоих пределов в 2 яруса, простой столярной работы. У клиросов стояли массивные деревянные восьмиконечные кресты до 2 саженей высотой. Согласно народному преданию, один из крестов был сделан на «корню» по желанию воеводы (1683—1686) и стольника Ильи Андреевича Змеева. Основание креста действительно было зарыто в землю и выходило в церковь из-под пола. Летописи отмечают, что все иконы храма были древние, написанные на холсте и прочно наклеенные на доски.
Уникальный памятник архитектуры 2-й половины XVII века — Введенская церковь была разрушена (1949), несмотря на то, что согласно постановлению Иркутского губисполкома (1925) и постановлению СМ РСФСР (1948) она охранялась государством.